# Mesosa sparsenotata
Mesosa sparsenotata là một loài bọ cánh cứng trong họ Cerambycidae.